# Województwo koszalińskie (1950–1975)
Województwo koszalińskie – dawna jednostka podziału administracyjnego Polski najwyższego szczebla, której stolicą był Koszalin, powołana do życia w myśl reformy administracyjnej wprowadzonej 6 lipca 1950.

## Historia
Województwo koszalińskie było, obok opolskiego i zielonogórskiego, jednym z trzech nowych województw, powołanych do istnienia w myśl reformy administracyjnej z 1950 roku. Zostało utworzone ze wschodniej części dużego, obejmującego niemal całe Pomorze Zachodnie, województwa szczecińskiego. Zajmowało obszar 18 104 km² (10. miejsce w kraju), a w 1972 roku mieszkało tu około 815 400 mieszkańców. Graniczyło od zachodu z województwem szczecińskim, od południa z województwem poznańskim, od południowego wschodu z województwem bydgoskim, a od wschodu z województwem gdańskim. Krótki odcinek (ok. 5 km) dzielił je od województwa zielonogórskiego.
Mimo że stolicą regionu był Koszalin (64 877 mieszk. w 1970 roku), to Słupsk był największym miastem (68 699 mieszk. w 1970 roku) i głównym ośrodkiem przemysłowym.
Po reformie administracyjnej w 1975 r. z wschodniej części województwa koszalińskiego wydzielono województwo słupskie, a z południowych powiatów fragment pilskiego.
W 1972 liczyło 13 powiatów ziemskich i 2 grodzkie.

## Ludność
| Rok                          | Liczba mieszkańców | Liczba mieszkańców | Liczba mieszkańców |
| Rok                          | ogółem             | miejska (%)        | wiejska (%)        |
| ---------------------------- | ------------------ | ------------------ | ------------------ |
| 3 XII 1950 (spis powszechny) | 518 354            | 176 722 (34,09%)   | 341 632 (65,91%)   |
| 31 XII 1956                  | 648 tys.           | 263 tys. (40,5%)   | 385 tys. (59,5%)   |
| 1959                         | 687,2 tys.         | b.d. (44%)         | b.d. (56%)         |
| 6 XII 1960 (spis powszechny) | 687 915            | 306 967 (44,62%)   | 380 948 (55,38%)   |
| 1962                         | 713,3 tys.         | b.d. (45,8%)       | b.d. (54,2%)       |
| 31 XII 1963                  | 730 tys.           | 337 tys. (46,2%)   | 393 tys. (53,8%)   |
| 31 XII 1965                  | 755,1 tys.         | b.d.               | b.d.               |
| 1967                         | 774,1 tys.         | b.d.               | b.d.               |
| 31 XII 1968                  | 781 tys.           | 382 tys. (48,9%)   | 399 tys. (51,1%)   |
| 8 XII 1970 (spis powszechny) | 795 392            | 393 787 (49,51%)   | 401 605 (50,49%)   |
| 31 XII 1971                  | 803,2 tys.         | 401,9 tys. (50%)   | 401,3 tys. (50%)   |
| 31 XII 1972                  | 815,4 tys.         | 409,7 tys. (50,2%) | 405,7 tys. (49,8%) |
| 31 XII 1973                  | 826 tys.           | 423 tys. (51,2%)   | 403 tys. (48,8%)   |
| 31 XII 1974                  | 837 tys.           | 433 tys. (51,7%)   | 404 tys. (48,3%)   |

## Podział administracyjny (1973)
Źródła:
| Powiat             | Powierzchnia (km²) | Liczba ludności 31 XII 1972 | Liczba ludności 31 XII 1972 | Miasta | Miasta                                            | Gminy | Siedziba          |
| Powiat             | Powierzchnia (km²) | ogółem (tys.)               | na km²                      | ogółem | w tym posiadające wspólną radę narodową z gminami | Gminy | Siedziba          |
| ------------------ | ------------------ | --------------------------- | --------------------------- | ------ | ------------------------------------------------- | ----- | ----------------- |
| białogardzki       | 904                | 46                          | 51                          | 2      | 0                                                 | 5     | Białogard         |
| bytowski           | 1210               | 40,6                        | 34                          | 1      | 0                                                 | 8     | Bytów             |
| człuchowski        | 1354               | 46,4                        | 34                          | 3      | 2                                                 | 6     | Człuchów          |
| drawski            | 1407               | 41,5                        | 30                          | 3      | 1                                                 | 5     | Drawsko Pomorskie |
| kołobrzeski        | 726                | 53,6                        | 74                          | 1      | 0                                                 | 6     | Kołobrzeg         |
| Koszalin (miejski) | 65                 | 69,2                        | 1067                        | 1      | nd.                                               | nd.   | Koszalin          |
| koszaliński        | 1353               | 48,4                        | 36                          | 2      | 2                                                 | 8     | Koszalin          |
| miastecki          | 1472               | 37,5                        | 25                          | 3      | 2                                                 | 6     | Miastko           |
| sławieński         | 1358               | 61,5                        | 45                          | 3      | 1                                                 | 6     | Sławno            |
| Słupsk (miejski)   | 43                 | 71,3                        | 1653                        | 1      | nd.                                               | nd.   | Słupsk            |
| słupski            | 1901               | 67,2                        | 35                          | 1      | 0                                                 | 12    | Słupsk            |
| szczecinecki       | 2262               | 82,5                        | 36                          | 4      | 2                                                 | 7     | Szczecinek        |
| świdwiński         | 1019               | 44,6                        | 44                          | 2      | 0                                                 | 5     | Świdwin           |
| wałecki            | 2028               | 63,6                        | 31                          | 5      | 3                                                 | 8     | Wałcz             |
| złotowski          | 1002               | 41,5                        | 41                          | 2      | 1                                                 | 7     | Złotów            |